# Atelier Rorona: The Alchemist of Arland
Atelier Rorona: The Alchemist of Arland (ロロナのアトリエ　～アーランドの錬金術師～) est un jeu vidéo de rôle développé et édité par Gust, sorti en 2009 sur PlayStation 3, Nintendo 3DS et PlayStation Vita.

## Accueil
- Jeuxvideo.com : 14/20 (PS3)[1]